# Miss International 2005
Miss International 2005, quarantacinquesima edizione di Miss International, si è tenuta presso il Koseinenkin Hall di Tokyo, in Giappone il 26 settembre 2005, ed è stata condotta da Masumi Okada. La filippina Precious Quigaman è stata incoronata Miss International 2005.

## Risultati

### Piazzamenti
| Risultato finale        | Concorrente |
| ----------------------- | --- |
| Miss International 2005 | - Filippine - Precious Lara Quigaman |
| 2ª classificata         | - Rep. Dominicana - Yadira Geara Cury |
| 3ª classificata         | - Finlandia - Susanna Laine |
| Semifinaliste           | - Brasile - Ariane Colombo - Colombia - Diana Arbeláez - Francia - Cynthia Tevere - Giappone - Naomi Ishizaka - Perù - Vanessa López Vera - Serbia e Montenegro - Sanja Miljanic - Turchia - Sebnem Asade - Ucraina - Mariya Zhukova - Venezuela - Andrea Gómez |

### Riconoscimenti speciali
- Miss Friendship:  Hong Kong - Queenie Chu
- Miss Photogenic:  Cina - Yang Li (杨丽)
- Best National Costume:  Tanzania - Margareth Wilson Kiguha Chacha

## Concorrenti
- Aruba - Gita van Bochove
- Australia - Natalie Gillard
- Bahamas - Brianna Clarke
- Bolivia - Gretel María Stehli Parada
- Brasile - Ariane Colombo
- Canada - Micaela Smith
- Cina - Yang Li (杨丽)
- Cipro - Charis Dimitriou
- Colombia - Diana Patricia Arbeláez González
- Corea del Sud - Lee Kyoung-eun
- Ecuador - Bianca María Salame Avilés
- El Salvador - Ana Saidia Palma Rebollo
- Etiopia - Dina Fekadu Mosissa
- Filippine - Precious Lara Quigaman
- Finlandia - Susanna Laine
- Francia - Cynthia Tevere
- Germania - Annika Pinter
- Giappone - Naomi Ishizaka
- Grecia - Panagiota Perimeni
- Honduras - Ingrid Lopez
- Hong Kong - Queenie Chu
- India - Vaishali Desai
- Israele - Moran Gerbi
- Kazakistan - Antontseva Segeevna
- Macao - Zheng Ma
- Malaysia - Winnie Chan Wai Ling
- Mongolia - Gantogoo Bayarkhuu
- Nepal - Nisha Adhikari
- Nicaragua - Daniela Regina Clerk
- Norvegia - Karoline Nakken
- Nuova Caledonia - Lesley Delrieu
- Nuova Zelanda - Ellie Bloomfield
- Panama - Lucia Graciela Matamoros Samudio
- Paraguay - Liz Concepción Santacruz Amarilla
- Perù - Vanessa López Vera Tudela
- Polonia - Monika Szeroka
- Porto Rico - Dinorah Collazo
- Regno Unito - Amy Guy
- Rep. Ceca - Petra Machackova
- Rep. Dominicana- Yadira Geara Cury
- Serbia e Montenegro - Sanja Miljanic
- Singapore - Catherine Tan
- Slovacchia - Lucia Debnarova
- Spagna - Maria del Pilar Domínquez
- Stati Uniti - Anna Ward
- Svezia - Cecilia Harbo Kristensen
- Taiwan - Li Yen Chin (李妍瑾)
- Tanzania - Margareth Wilson Kiguha Chacha
- Thailandia - Sukanya Pimmol
- Turchia - Şebnem Azade
- Ucraina - Mariya Zhukova
- Venezuela - Andrea Gómez